# Milo Ventimiglia
Milo Anthony Ventimiglia (8 juli 1977, Orange County, Californië) is een Amerikaans acteur die o.a. bekend is door zijn rollen als Jack Pearson in This Is Us, Jess Mariano in Gilmore Girls en Peter Petrelli in Heroes.
Ventimiglia acteerde ook in de televisieseries The Fresh Prince of Bel-Air, CSI: Crime Scene Investigation, Sabrina, the Teenage Witch, Boston Public en The Bedford Diaries. Daarnaast speelde hij het vriendje in de clip van het liedje "Big girls don't cry" van Fergie. In 2022 kreeg hij een ster op de Hollywood Walk of Fame.
Ventimiglia had tot 2006 3,5 jaar een relatie met Gilmore Girls-actrice Alexis Bledel. Vanaf december 2007 had hij een relatie met Heroes-actrice Hayden Panettiere, maar het koppel ging in februari 2009 uit elkaar.

## Filmografie
- Biblioteca Nacional de España: XX4605668
- Bibliothèque nationale de France: cb146135211 (data)
- Gemeinsame Normdatei: 1030232822
- International Standard Name Identifier: 0000 0001 1651 3642
- Library of Congress Control Number: no2007077199
- MusicBrainz: e4c20706-23f9-418e-b142-f66cfb04843c
- Nationale Bibliotheek van Tsjechië: xx0322412
- Nederlandse Thesaurus van Auteursnamen: 395119510
- Système universitaire de documentation: 167365975
- Virtual International Authority File: 58861567
- WorldCat: E39PBJtCCcHTFCDcVVqqybDXh3